# Broken Britain

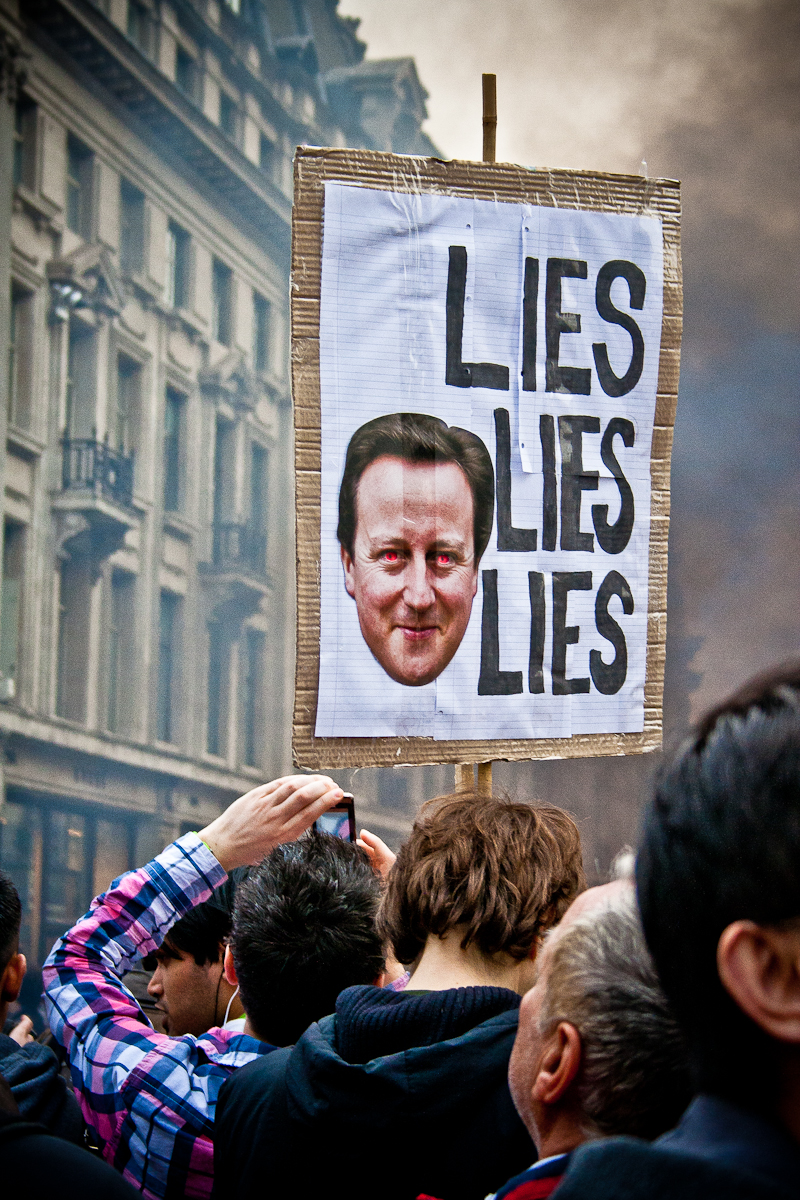
Una pancarta contra David Cameron durante una protesta en marzo de 2011 en Londres

Broken Britain (Gran Bretaña rota, en español) es un término adoptado por el diario The Sun, y el partido Conservador para describir la imparable decadencia social en el Reino Unido. El Sun comenzó una campaña de denuncias, recogidas bajo la etiqueta Broken Britain, a partir del 2007. 

## Temas sociales asociados
El término incluye una serie de cuestiones presumiblemente interconectadas, por ejemplo:
- Aumento del maltrato a menores, a partir de la ola de indignación que produjo el caso de Baby P y la violación de Shannon Matthews[3]
- Aumento del alcoholismo juvenil.[4]
- Aumento de la criminalidad  en las calles por parte de bandas y uso de armas de fuego.[5]
- Aumento de los embarazos en la adolescencia[6]
- creciente desempleo juvenil en el Reino Unido
- Aumento de políticos corruptos y escándalos ligados al gasto público

## Utilización del término en política
David Cameron adoptó el término "Broken Britain" durante el periodo en el cual fue jefe del partid Torie y durante la campaña electoral para las elecciones generales de 2010. En septiembre de 2009, el Sun anunció apoyaría a los conservadores en las elecciones de 2010, después de haber apoyado al partido Laborista en 1997, 2001 y 2005, declarando que los laboristas habían "fallado respecto a la ley y al orden". Iain Duncan Smith ha publicado dos reportajes periodísticas, "Breakdown Britain" y "Breakthrough Britain", sobre el tema de la crisis social en Gran Bretaña a través del  Centre for Social Justice.
En contraste, el Guardian ha publicado una serie de artículos en 2010 respecto a la misma temática, bajo el título "Is Britain Broken?". El periódico dijo que se habían publicado datos inexactos sobre los embarazos adolescentes y a las tasas de criminalidad.
Tras los Disturbios de 2011, David Cameron ha aludido a muchos de estos temas en sus discursos señalando el "colapso moral" del Reino Unido. Según el primer ministro: " es una irresponsabilidad y un egoísmo, comportarse como si las propias acciones no tengan consecuencias, niños con padres ausentes, colegios sin disciplina, premios sin esfuerzo, crimen sin castigo, derechos sin deberes".

## En la cultura popular
Un número de películas liberadas desde 2006 en adelante han sido identificadas como representativas de la idea de "broken Britain". Estas incluyen Ill Manors, Harry Brown, Eden Lake, The Disappeared, No hables con extraños, Outlaw, The Great Ecstasy of Robert Carmichael y Heartless.